# 1880
1880 (MDCCCLXXX) byl rok, který dle gregoriánského kalendáře započal čtvrtkem.

## Události
- duben – Přijata Stremayrova jazyková nařízení a čeština se stává řečí pro vnější úřední styk s Němci
- 29. června – Tahiti se stalo francouzskou kolonií
- 14. srpna – Za přítomnosti císaře Vilém I. byla slavnostně otevřena dostavěná Katedrála svatého Petra v Kolíně nad Rýnem.
- 3. října – ukončen provoz druhé koňské tramvaje v Brně
- 9. listopadu – Při zemětřesení v Záhřebu byla poničena velká část města včetně katedrály.
- 12. listopadu – vyšel román generála Wallaceho Ben Hur: Příběh Kristův
- 5. prosince – Založena Ústřední matice školská na podporu českojazyčného školství v pohraničí

### Probíhající události
- 1879–1884 – Druhá tichomořská válka

## Vědy a umění
- František Křižík vynalezl obloukovou lampu
- Švýcarský chemik Jean Charles Galissard de Marignac objevil prvek gadolinium
- 21. ledna – světová premiéra opery Nikolaje Korsakova-Rimského Májová noc v Petrohradu.
- Lester Allan Pelton si dal patentovat svou Peltonovu turbínu.
- Ve Washingtonu začal vycházet vědecký časopis Science

## Knihy
- Jakub Arbes – Mravokárné románky
- Svatopluk Čech – Ve stínu lípy
- Fjodor Michajlovič Dostojevskij – Bratři Karamazovi
- Johanna Spyri – Heidi, děvčátko z hor
- Jules Verne – Historie velkých objevů
- Jules Verne – Zemí šelem
- Lew Wallace – Ben Hur: Příběh Kristův
- Émile Zola – Nana (román)

## Narození
Automatický abecedně řazený seznam viz Kategorie:Narození v roce 1880

### Česko

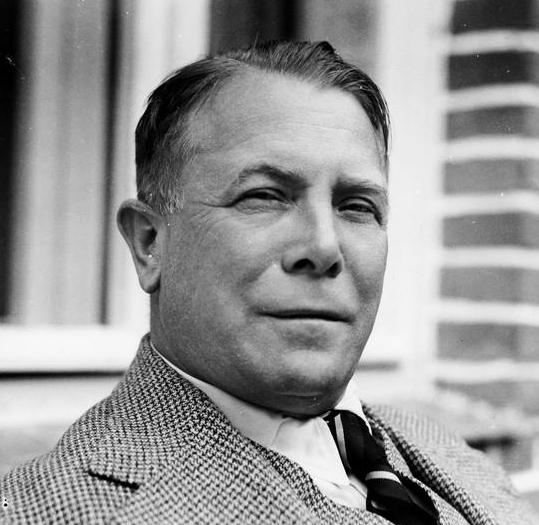
Hugo Vavrečka (* 22. února)

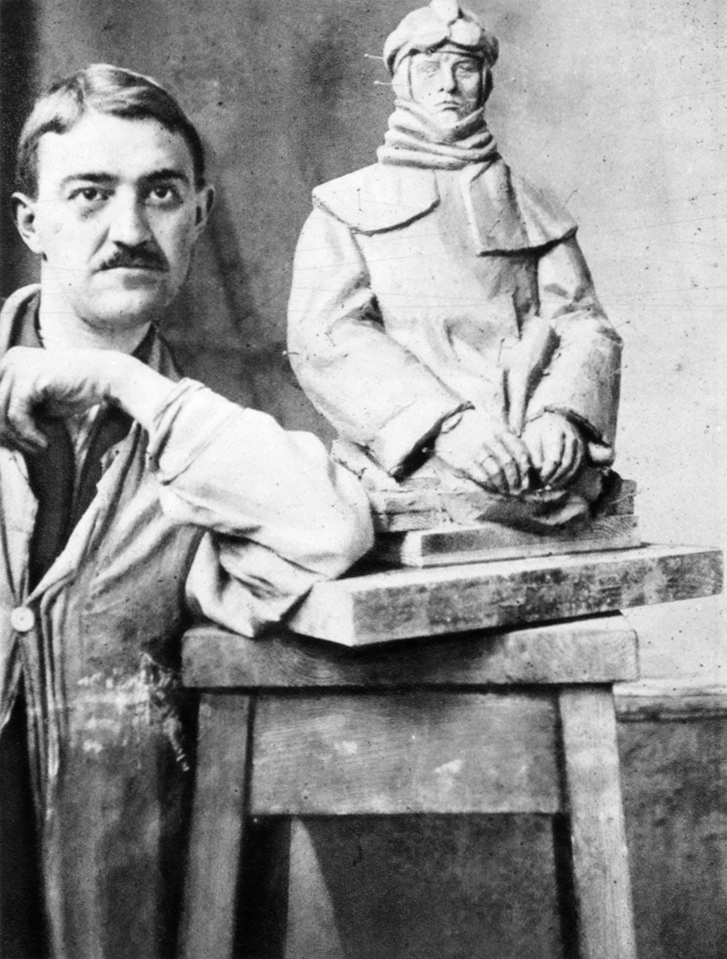
Jan Štursa (* 15. května)

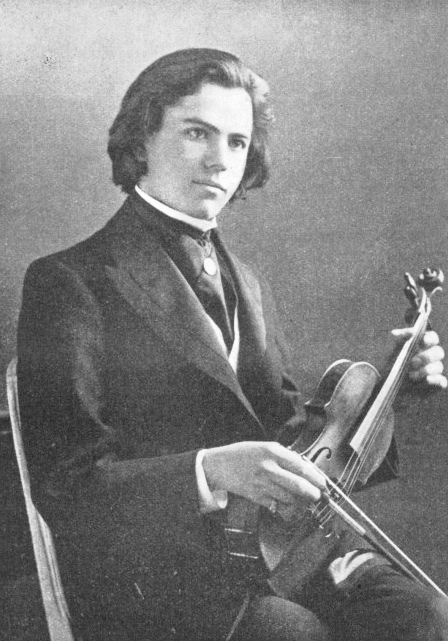
Jan Kubelík (* 5. července)

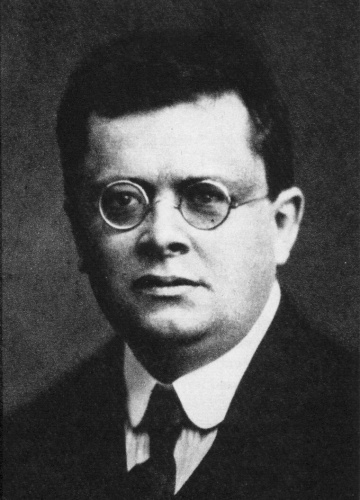
Bohumír Šmeral (* 25. října)

- 4. ledna – Richard Placht, sochař a rytec († 2. února 1962)
- 10. ledna – Alois Praveček, dirigent a skladatel († 19. května 1957)
- 11. ledna – Otakar Novotný, architekt a designer († 4. dubna 1959)
- 14. ledna – Jiří Stříbrný, politik, novinář, účastník prvního odboje († 21. ledna 1955)
- 17. ledna – Jan Kapras, historik, právník a politik († 13. května 1947)
- 24. ledna – Josef Černík, hudební skladatel a sběratel lidových písní († 24. listopadu 1969)
- 29. ledna – Rudolf Fischer, československý politik německé národnosti († 19. srpna 1969)
- 1. února – Jaroslav Milbauer, profesor chemické technologie, rektor Českého vysokého učení technického († 19. ledna 1959)
- 3. února – Ján Matík, československý politik slovenské národnosti († ?)
- 14. února – Simeon Vacula, politik († 1. května 1958)
- 16. února – Otakar Theer, básník, prozaik, dramatik a překladatel († 20. prosince 1917)
- 21. února
  - Karel Hloucha, spisovatel († 7. ledna 1957)
  - Emil Králík, architekt († 26. června 1946)
- 22. února – Hugo Vavrečka, novinář, ekonom a diplomat († 9. srpna 1952)
- 26. února – Georg Scharnagl, československý politik německé národnosti († 1965)
- 27. února – Albín Chalupa, politik († ?)
- 1. března – Johann Platzer, československý politik německé národnosti († 19. července 1946)
- 2. března – Arne Novák, literární historik a kritik († 26. listopadu 1939)
- 8. března – Antonín Drašar, herec, režisér a divadelní ředitel († 16. prosince 1939)
- 9. března – Josef Foltynovský, teolog, kanovník olomoucké kapituly († 31. srpna 1936)
- 11. března – Josef Peter, politik († ?)
- 13. března – Josef Gočár, architekt († 10. září 1945)
- 14. března – Bohumil Bydžovský, matematik († 6. května 1969)
- 16. března – Eduard Kadlec, generál Československých legií v Rusku († 19. srpna 1961)
- 20. března – František Souček, hudební skladatel († 4. ledna 1952)
- 23. března
  - Otto Boleška, divadelní herec († 20. března 1917)
  - Emanuel Kodet, sochař, malíř a grafik († 4. února 1954)
- 9. dubna
  - Filip Dobrovolný, politik († 16. září 1930)
  - Jan Letzel, stavitel a architekt († 26. prosince 1925)
- 12. dubna – Josef Bechyně, vzpěrač a zápasník († ?)
- 13. dubna – František Votruba, básník, literární kritik, novinář a politik († 18. listopadu 1953)
- 17. dubna – Rudolf Mlčoch, podnikatel, novinář a politik († 8. dubna 1948)
- 19. dubna – Andrej Kubál, československý politik slovenské národnosti († 6. října 1957)
- 20. dubna
  - Robert Guttmann, naivní malíř († 14. března 1942)
  - Ladislav Ryšavý, překladatel z ruštiny († 9. října 1936)
- 21. dubna – Robert Saudek, grafolog († 15. dubna 1935)
- 25. dubna – Jan Černý, politik († 15. ledna 1935)
- 29. dubna – Jan Löwenbach, český advokát, hudební kritik, básník, libretista († 13. srpna 1972)
- 30. dubna – Hugo Boettinger, malíř († 9. prosince 1934)
- 1. května
  - František Bartoš, divizní generál († 16. září 1946)
  - Herbert Masaryk, malíř, syn prezidenta Tomáše Garrigue Masaryka († 15. března 1915)
- 5. května – Josef Machoň, hudební skladatel († 2. září 1962)
- 15. května – Jan Štursa, sochař († 2. května 1925)
- 20. května – Josef Haken, politik († 3. května 1949)
- 26. května – Dominik Nejezchleb-Marcha, politik († 20. prosince 1961)
- 27. května – Otomar Bistřický, politik († 18. března 1949)
- 30. května – Vlastimil Kybal, historik († 2. ledna 1958)
- 4. června – Antonín Eltschkner, generální vikář pražské arcidiecéze († 22. února 1961)
- 10. června
  - Božena Jelínková-Jirásková, malířka († 5. září 1951)
  - Cyril Žampach, katolický kněz, vysoký církevní hodnostář († 8. června 1966)
- 11. června – Albert Pražák, literární historik († 19. září 1956)
- 13. června
  - Antonín Anděl, hudební skladatel († ?)
  - Edmund Bačinský, československý politik rusínské národnosti († ?1947)
- 20. června – Adolf Foehr, pražský německý architekt († 7. října 1943)
- 22. června – Jan Pěnkava, politik († 3. května 1949)
- 24. června – Ladislav Kofránek, sochař († 20. října 1954)
- 25. června – Josef Kalfus, národohospodář a politik († 12. června 1955)
- 29. června – Miroslav Chleborád, právník a archeolog († 4. června 1966)
- 2. července – Mirko Štork, operní pěvec, tenorista († 18. ledna 1953)
- 5. července
  - Jan Kubelík, houslista a hudební skladatel († 5. prosince 1940)
  - Cyril Malý, politik († 1. srpna 1947)
- 10. července – Bedřich Dubský, jihočeský archeolog († 9. února 1957)
- 17. července – Jan Hrizbyl, politik († ?)
- 18. července – Marie Desfours-Walderode, šlechtična, vojenská lékařka († 13. března 1963)
- 25. července – František Jemelka, kněz, prelát a apoštolský protonotář († 5. srpna 1954)
- 26. července – Karel Farský, biskup a první patriarcha Církve československé husitské († 12. června 1927)
- 28. července – Vlastimil Amort, sochař a legionář († 29. srpna 1950)
- 31. července – Kamil Fiala, lékař, literární kritik a překladatel († 23. listopadu 1930)
- 2. srpna – Gustav Švamberg, právník, rektor Českého vysokého učení technického († 24. ledna 1959)
- 10. srpna – Julius Reisz, politik († 22. října 1976)
- 16. srpna – Jan Roubal, entomolog († 23. října 1971)
- 17. srpna – Karel Engliš, ekonom a politik († 13. června 1961)
- 20. srpna – Heinrich Müller, československý politik německé národnosti († 18. srpna 1943)
- 2. září
  - Jan Auerhan, právník a statistik († 9. června 1942)
  - Rudolf Wünsch, hudební pedagog a skladatel († 18. července 1955)
- 7. září – Valdemar Mazura, žamberský starosta, fotograf a vydavatel († 4. dubna 1947)
- 10. září – Gustav Brauner, malíř († 3. března 1966)
- 19. září – Gejza Fritz, československý politik slovenské národnosti († 20. února 1957)
- 21. září – Jakub Mach, politik († 29. června 1930)
- 27. září – Michal Slávik, československý politik slovenské národnosti († 27. prosince 1964)
- 4. října – Kurt Brass, československý politik německé národnosti († 14. dubna 1964)
- 11. října – Viktor Felber, profesor technické mechaniky a termomechaniky, rektor ČVUT († 1. června 1942)
- 13. října – Jozef Galovič, československý politik slovenské národnosti († ?)
- 20. října – Rudolf Saudek, sochař, grafik a překladatel († 19. července 1965)
- 23. října – Vlastimil Tusar, politik († 22. března 1924)
- 24. října – Otakar Svoboda, politik († 14. června 1930)
- 25. října – Bohumír Šmeral, politik († 8. května 1940)
- 30. října – Ferdinand Benda, politik († 9. června 1952)
- 1. listopadu – Břetislav Coufal, politik († 12. února 1941)
- 4. listopadu – Karel Noll, herec († 29. února 1928)
- 5. listopadu – Antonín Machát, politik († 26. února 1967)
- 9. listopadu – Rudolf Karel, hudební skladatel a dirigent († 6. března 1945)
- 10. listopadu – Bohumil Opatrný, generální vikář pražské arcidiecéze († 20. května 1965)
- 13. listopadu
  - František Bíbl, básník († 25. června 1932)
  - Josef Chochol, architekt a urbanista († 6. července 1956)
- 15. listopadu – Antonín Žáček, novinář a překladatel († 28. září 1939)
- 18. listopadu – Emil Lehmann, sudetoněmecký folklorista a etnograf († 22. srpna 1964)
- 25. listopadu – Oldřich Hujer, lingvista a indoevropeista († 4. června 1942)
- 27. listopadu
  - Andrej Cvinček, československý politik slovenské národnosti († 16. května 1949)
  - František Kočí, soudce a vrchní ředitel věznice Bory († 12. dubna 1946)
- 6. prosince
  - Rudolf Slawitschek, pražský německý spisovatel († květen 1945)
  - Emanuel Ondříček, houslista, hudební pedagog a skladatel († 30. prosince 1958)
- 12. prosince – Hugo Steiner-Prag, pražský německý grafik († 10. září 1945)
- 24. prosince – Arnošt Winter, politik († 1944)
- 26. prosince – Arnošt Heinrich, novinář a politik († 3. května 1933)
- 28. prosince – Rudolf Vohanka, hudební skladatel († 6. dubna 1963)
- ? – Vilém Tvrzský, šermíř a olympionik († 1943)

### Svět
- 1. ledna

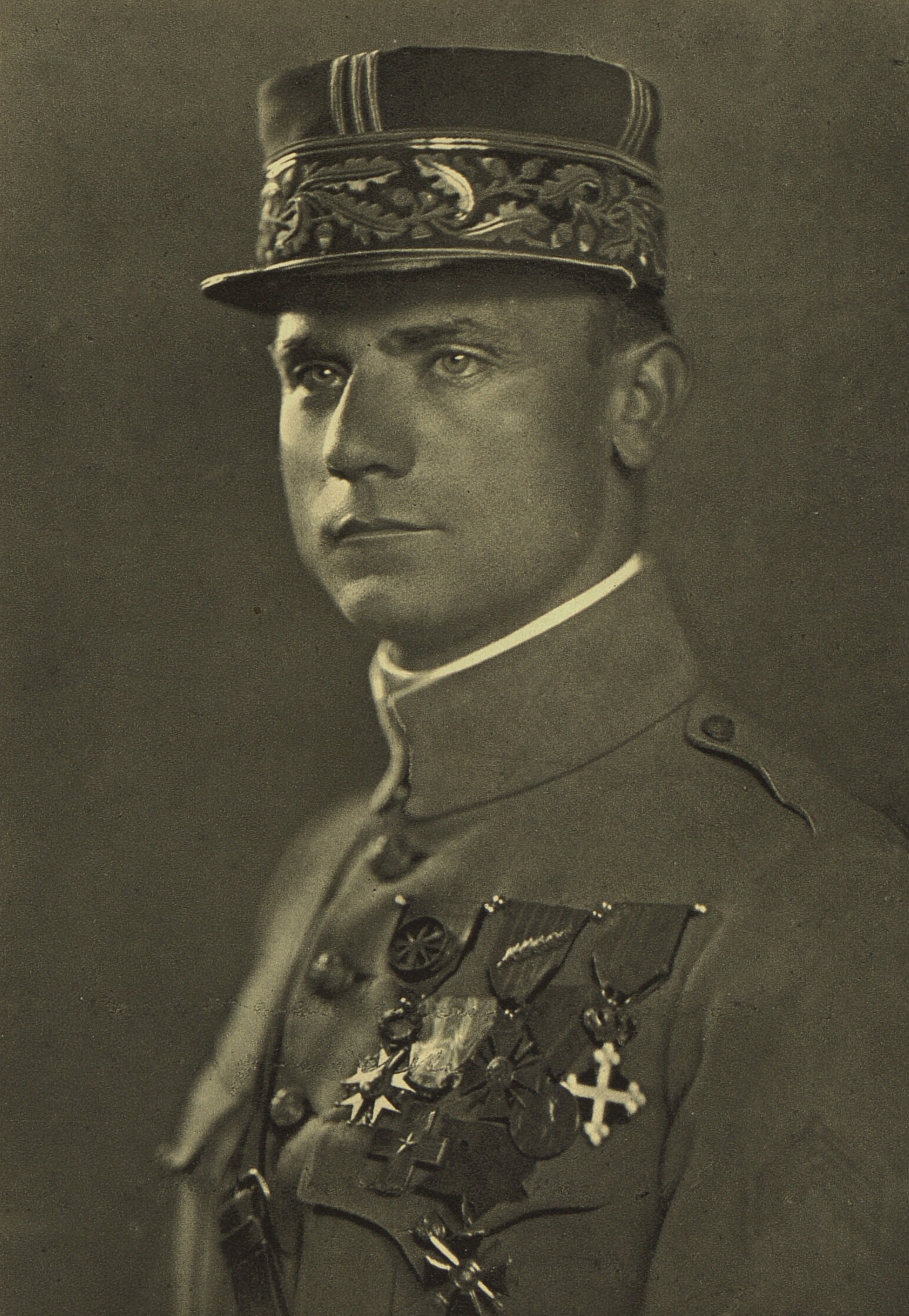
Milan Rastislav Štefánik (* 21. července)

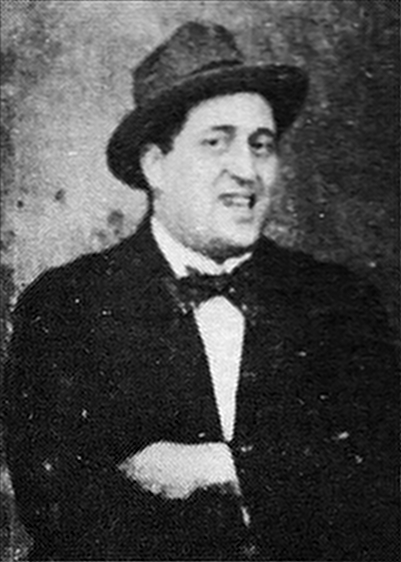
Guillaume Apollinaire (* 26. srpna)

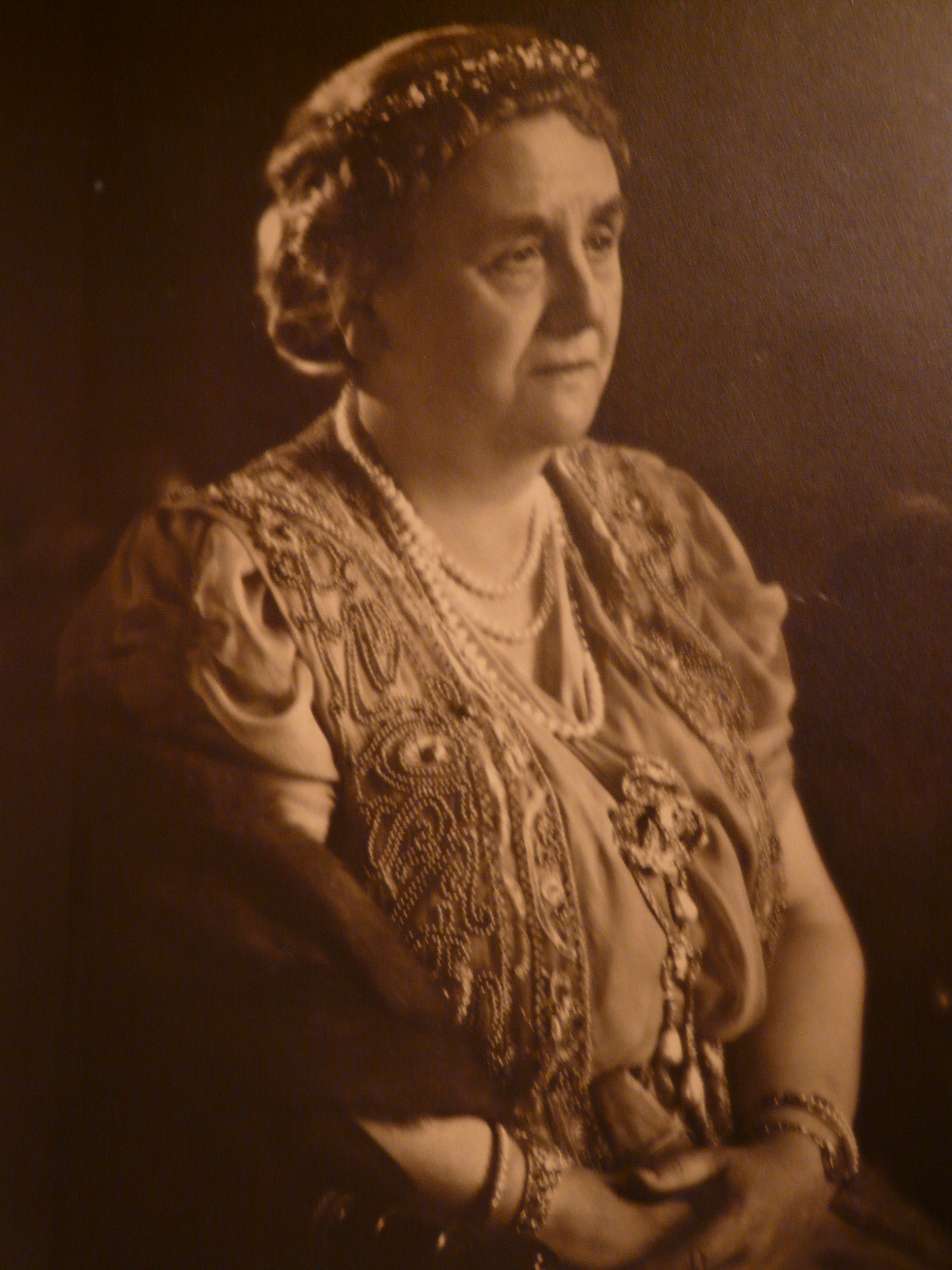
Vilemína (* 31. srpna)

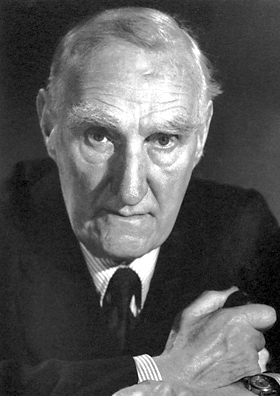
John Boyd Orr (* 23. září)

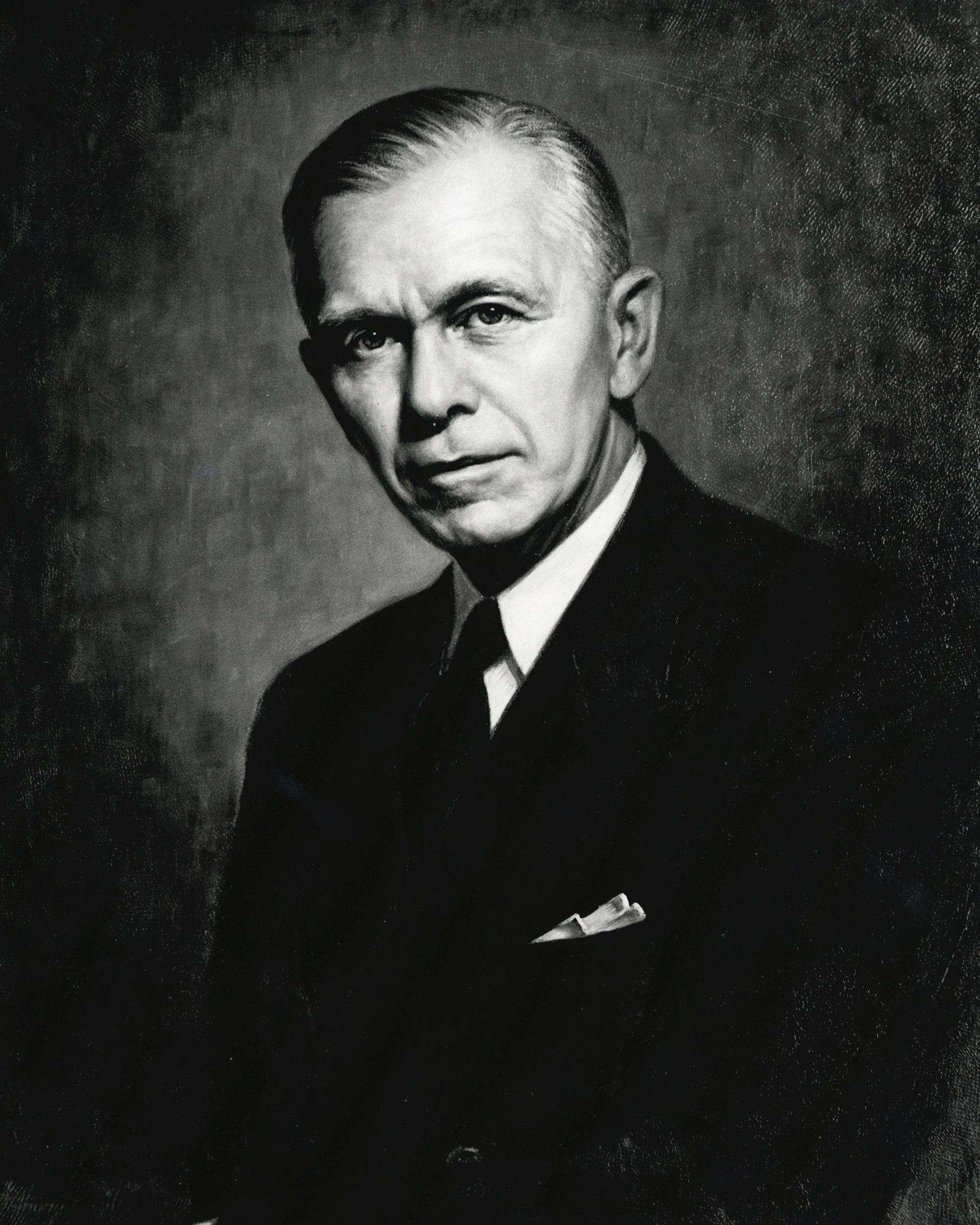
George Catlett Marshall (* 31. prosinec)

  - Ernest Townsend, anglický portrétista († 22. ledna 1944)
  - Vladimír Čobrda, slovenský evangelický biskup a politik († 1969)
- 2. ledna – Louis Charles Breguet, francouzský letecký konstruktér († 4. května 1955)
- 6. ledna – Tom Mix, americký filmový herec († 12. října 1940)
- 17. ledna – Mack Sennett, americký filmový herec a režisér († 5. listopadu 1960)
- 16. ledna – Samuel Jones, americký olympijský vítěz ve skoku do výšky († 13. dubna 1954)
- 18. ledna – Paul Ehrenfest, rakouský fyzik a matematik († 25. září 1933)
- 22. ledna – Eric Lemming, švédský olympijský vítěz v hodu oštěpem († 5. června 1930)
- 23. ledna – Ernest Poole, americký spisovatel († 10. ledna 1950)
- 24. ledna
  - Jutta Meklenbursko-Střelická, korunní princezna černohorská († 17. února 1946)
  - Alfred Merz, rakouský geograf a oceánograf († 16. srpna 1925)
- 26. ledna – Douglas MacArthur, generál armády Spojených států amerických († 5. dubna 1964)
- 3. února – Milan Srškić, předseda vlády Království Jugoslávie († 12. dubna 1937)
- 5. února – Gabriel Voisin, francouzský konstruktér letadel a automobilů († 25. prosince 1973)
- 8. února – Franz Marc, německý malíř († 4. března 1916)
- 19. února – Álvaro Obregón, prezident Mexika († 17. července 1928)
- 26. února
  - Kenneth Essex Edgeworth, irský voják a astronom († 10. října 1972)
  - Karin Smirnoff, finská spisovatelka († 10. května 1973)
- 28. února – Kim Kju-sik, viceprezident korejské prozatímní vlády († 10. prosince 1950)
- 2. března – Alfred Lotka, americký chemik, fyzik, matematik († 5. prosince 1949)
- 3. března – Lev Vladimirovič Ščerba, ruský a sovětský jazykovědec († 26. prosince 1944)
- 4. března – Lluís Janer Riba, španělský kněz, mučedník, blahoslavený († 23. července 1936)
- 10. března – Vladislav Petković Dis, srbský básník († 16. května 1917)
- 13. března – Marius de Zayas, mexický výtvarník a spisovatel († 10. ledna 1961)
- 14. března
  - Stefan Hedrich, generál rakouské-uherské armády a Waffen-SS († 1. února 1975)
  - Thyra Dánská, dánská princezna († 2. listopadu 1945)
- 15. března – Wolfgang Muff, generál nacistického Německa († 17. května 1947)
- 16. března – Wolfgang Pagenstecher, německý malíř a heraldik († 26. prosince 1953)
- 18. března – Walter Hohmann, německý stavební inženýr a teoretik raketových letů († 11. března 1945)
- 21. března
  - Hans Hofmann, německý malíř († 17. února 1966)
  - Gilbert M. Anderson, americký filmový herec a režisér († 20. ledna 1971)
- 29. března – Lord Moyne, britský státník, vlastník pivovaru Guinness († 6. listopadu 1944)
- 30. března – Walter Short, velitel posádky v Pearl Harboru († 9. března 1949)
- 3. dubna – Otto Weininger, rakouský filosof a spisovatel († 4. října 1903)
- 5. dubna – Eric Carlberg, švédský sportovní střelec († 14. srpna 1963)
- 7. dubna – Otto Prutscher, rakouský designér a architekt († 15. února 1949)
- 10. dubna
  - Leo Kalda, chorvatský architekt († 10. října 1956)
  - Hans Purrmann, německý malíř († 17. dubna 1966)
- 11. dubna – Ján Kokinčák, slovenský řeckokatolický kněz a generální vikář († 19. srpna 1965)
- 15. dubna – Max Wertheimer, německý psycholog († 12. října 1943)
- 17. dubna – Leonard Woolley, britský archeolog († 20. února 1960)
- 24. dubna – Gideon Sundback, švédsko-americký vynálezce († 21. června 1954)
- 4. května – Bruno Taut, německý architekt († 24. prosince 1938)
- 7. května – Oskar Perron, německý matematik († 22. února 1975)
- 17. května – Paul Castelnau, francouzský fotograf, geograf a filmař († 29. června 1944)
- 12. května – Lincoln Ellsworth, americký podnikatel,letec a polární badatel († 26. května 1951)
- 6. května – Ernst Ludwig Kirchner, německý expresionistický malíř († 15. června 1938)
- 29. května – Oswald Spengler, německý filosof a spisovatel († 8. května 1936)
- 10. června – André Derain, francouzský malíř a sochař († 8. září 1954)
- 13. června – Alfred Schirokauer, německý právník, spisovatel, scenárista a filmový režisér († 27. října 1934)
- 17. června
  - Paul Haviland, americký fotograf a spisovatel († 21. prosince 1950)
  - Carl van Vechten, americký spisovatel a fotograf († 21. prosince 1964)
- 25. června
  - Louis Béchereau, francouzský letecký konstruktér († 18. března 1970)
  - Charles Huntziger, francouzský generál († 12. listopadu 1941)
- 27. června – Helen Kellerová, americká spisovatelka († 1. června 1968)
- 29. června – Ludwig Beck, náčelník generálního štábu Wehrmachtu († 21. července 1944)
- 2. července – Albert Szirmai, maďarský operetní skladatel († 15. ledna 1967)
- 4. července – Vojtech Tuka, předseda vlády první slovenské republiky († 20. srpna 1946)
- 8. července – Henri Donnedieu de Vabres, francouzský soudce při Norimberském procesu († 14. února 1952)
- 11. července – Reveriano Soutullo, španělský hudební skladatel († 29. října 1932)
- 18. července – Alžběta od Nejsvětější Trojice, francouzská bosá karmelitánka, autorka duchovních spisů, blahoslavená († 9. listopadu 1906)
- 20. července – Hermann Keyserling, německý filosof († 26. dubna 1946)
- 21. července – Milan Rastislav Štefánik, slovenský politik, generál francouzské armády a astronom († 4. května 1919)
- 24. července – Ernest Bloch, švýcarsko-americký hudební skladatel († 15. července 1959)
- 26. července – Volodymyr Vynnyčenko, ukrajinský spisovatel († 6. března 1951)
- 29. července – Georgij Tumanov, ruský plukovník, účastník únorové revoluce († 1917)
- 30. července – Wiktor Potrzebski, polní kaplan ve varšavském povstání († 4. září 1944)
- 31. července
  - Manuel Penella, španělský hudební skladatel († 24. ledna 1939)
  - Prémčand, hindský spisovatel († 8. října 1936)
- 2. srpna – Arthur Dove, americký malíř († 23. listopadu 1946)
- 10. srpna – Leon Rupnik, slovinský generál a politik († 4. září 1946)
- 12. srpna – Radclyffe Hall, anglická básnířka a spisovatelka († 7. října 1943)
- 13. srpna – Michel Navratil, zemřel při potopení Titanicu († 15. dubna 1912)
- 18. srpna – Ja'akov Moše Toledano, vrchní rabín Káhiry, Alexandrie a Tel Avivu († 15. října 1960)
- 23. srpna – Alexandr Grin, ruský sovětský spisovatel († 8. července 1932)
- 24. srpna – Aliye Sultan, osmanská princezna, dcera sultána Murada V. († 19. září 1903)
- 25. srpna – Robert Stolz, rakouský hudební skladatel a dirigent († 27. června 1975)
- 26. srpna – Guillaume Apollinaire, francouzský básník († 9. listopadu 1918)
- 30. srpna – Konrad von Preysing, německý kardinál a berlínský biskup († 21. prosince 1950)
- 31. srpna
  - Heinrich Tietze, rakouský matematik († 17. února 1964)
  - Vilemína Nizozemská, nizozemská královna († 28. listopadu 1962)
- 11. září – Mercedes Španělská, asturijská kněžna († 17. října 1904)
- 14. září – Archie Hahn, americký sprinter († 21. ledna 1955)
- 16. září – Alfred Noyes, anglický básník († 25. června 1958)
- 22. září – Christabel Pankhurst, britská sufražetka († 13. února 1958)
- 23. září
  - Gaston Couté, francouzský básník a šansoniér († 28. května 1911)
  - John Boyd Orr, skotský lékař, biolog a politik, nositel Nobelovy ceny za mír († 25. června 1971)
- 29. září – James Simon, německý skladatel († 12. října 1944)
- 1. října – Ražden Arsenidze, gruzínský právník a politik, člen frakce menševiků († 24. května 1965)
- 7. října – Paul Hausser, německý generál († 21. prosince 1972)
- 8. října
  - Fritz Bleyl, německý malíř, grafik a architekt († 19. srpna 1966)
  - Nora Bayesová, americká herečka a zpěvačka († 19. června 1928)
- 15. října – Marie Stopesová, britská paleobotanička a bojovnice za ženská práva († 2. října 1958)
- 18. října – Vladimír Žabotinský, židovský vůdce, spisovatel († 4. srpna 1940)
- 26. října
  - Andrej Bělyj, ruský spisovatel († 8. ledna 1934)
  - Knud Kristensen, premiér Dánska († 28. září 1962)
- 28. října – Samko Dudík, slovenský lidový umělec († 25. května 1967)
- 31. října – Michail Tomskij, ruský bolševický vůdce († 22. srpna 1936)
- 1. listopadu – Alfred Wegener, německý geolog a meteorolog († listopad 1930)
- 6. listopadu – Robert Musil, rakouský romanopisec, dramatik a esejista († 15. dubna 1942)
- 9. listopadu
  - Jordan Jovkov, bulharský spisovatel a dramatik. († 15. října 1937)
  - Giles Gilbert Scott, anglický architekt († 9. února 1960)
- 11. listopadu – Werner Heuser, německý expresionistický malíř († 11. června 1964)
- 20. listopadu – Artur Payr, rakouský architekt a vysokoškolský profesor († 25. února 1937)
- 25. listopadu – Leonard Woolf, anglický politický teoretik, spisovatel a nakladatel († 14. srpna 1969)
- 28. listopadu – Alexandr Alexandrovič Blok, ruský básník a dramatik († 7. srpna 1921)
- 30. listopadu
  - Richard Henry Tawney, anglický spisovatel, filosof, ekonom, historik († 16. ledna 1962)
  - Adam Czerniaków, polský inženýr a senátor († 23. července 1942)
- 1. prosince
  - Thomas Griffith Taylor, anglický geograf, antropolog († 5. listopadu 1963)
  - Josef Trumpeldor, izraelský voják, národní hrdina († 1. března 1920)
- 3. prosince – Fedor von Bock, německý polní maršál († 4. května 1945)
- 8. prosince
  - Johannes Aavik, estonský jazykovědec († 18. března 1973)
  - David Bedell-Sivright, skotský ragbista († 5. září 1915)
- 18. prosince – Nikola Pašić, předseda vlády Srbského království († 10. prosince 1926)
- 22. prosince – Dawid Przepiórka, polský šachista († 1940)
- 26. prosince – Elton Mayo, australský psycholog a sociolog († 7. září 1949)
- 31. prosince – George Catlett Marshall, americký armádní generál generál a politik († 16. října 1959)
- ?
  - Ioannis Malokinis, řecký plavec, olympijský vítěz († 1942)
  - Augusto Martínez Olmedilla, španělský spisovatel a novinář († 26. září 1965)

## Úmrtí
Automatický abecedně řazený seznam existujících biografií viz Kategorie:Úmrtí v roce 1880

### Česko
- 4. ledna

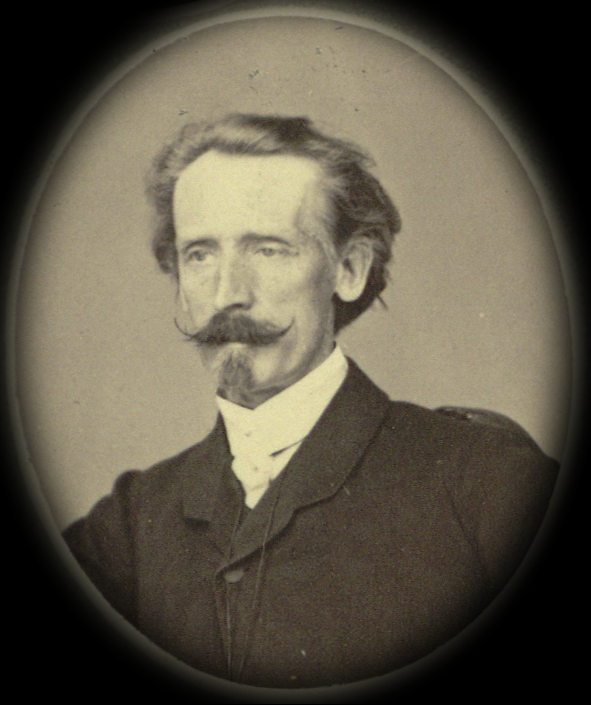
Quido Mánes († 5. srpna)

  - Anton Mansuet Richter, rakouský a český právník a politik německé národnosti (* 10. května 1810)
- 11. ledna – Anton Buchberger, starosta Znojma (* 16. srpna 1792)
- 22. ledna – Josef Vojtěch Hellich, malíř a archeolog (* 17. dubna 1807)
- 29. ledna – Norbert Javůrek, lékař a hudební skladatel (* 18. ledna 1839)
- 7. února – Jan Bělský, architekt a stavitel (* 18. prosince 1815)
- 12. února – Ferdinand Heidler, poslanec Říšské rady a Moravského zemského sněmu, starosta Jemnice (* 30. srpna 1811)
- 4. března – Karel Sladkovský, novinář a politik (* 22. června 1823)
- 7. dubna – Stanislav Neumann, právník a politik (* 1826)
- 14. května – Josef Václav Esop, lékař a politik (* 4. ledna 1813)
- 16. května – Dominik Herzán, stavitel a tesař (* 4. srpna 1813)
- 24. května – Jean Maria Nicolaus Bellot, průmyslník francouzského původu (* 17. února 1797)
- 29. května – Karl van der Strass, brněnský starosta (* 5. května 1817)
- 21. června – František August Brauner, právník a politik (* 22. ledna 1810)
- 25. června – Alois Larisch, zakladatel vlnařských továren v Krnově (* 11. listopadu 1810)
- 30. července – Ferdinand Stamm, spisovatel, novinář a politik německé národnosti (* 11. května 1813)
- 5. srpna
  - Ferdinand von Hebra, rakouský dermatolog moravského původu (* 7. září 1816)
  - Quido Mánes, malíř (* 17. července 1828)
- 7. srpna – Anton Rösler, stavební podnikatel a politik německé národnosti (* 30. ledna 1813)
- 20. srpna – Georg Huscher, český podnikatel a politik německé národnosti (* 20. září 1811)
- 28. srpna – Jan Kratochvíle, právník, novinář a politik (* 9. května 1828)
- 7. září – Hieronymus Eustach Brinke, starosta, tkadlec a písmák (* 30. září 1800)
- 17. října – Jan z Valeru, lékař a profesor (* 12. října 1811)
- 20. října – Václav Pour, politik (* 10. července 1817)
- 26. října – Vojtěch Hřímalý starší, varhaník a hudební skladatel (* 18. července 1809)
- 2. listopadu – Wenzel Neumann, rakouský a český podnikatel a politik (* 2. února 1816)
- 3. prosince – Jaromír Břetislav Košut, orientalista (* 18. ledna 1854)
- 8. prosince – Josef Jindřich Řezníček, obrozenecký spisovatel, překladatel a dramatik (* 1. května 1823)
- 12. prosince – Antonín Vašek, jazykovědec (* 11. listopadu 1829)

### Svět
- 4. ledna

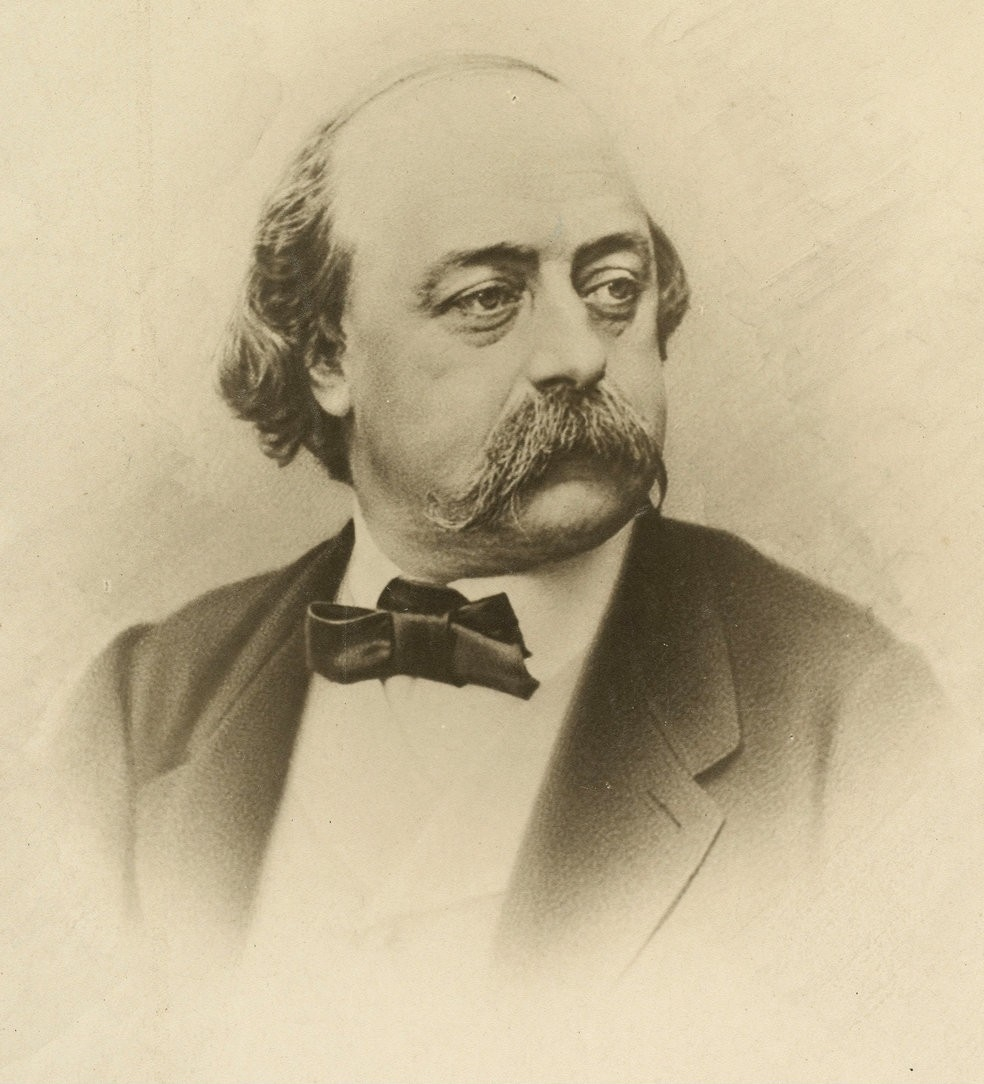
Gustave Flaubert († 8. květen)

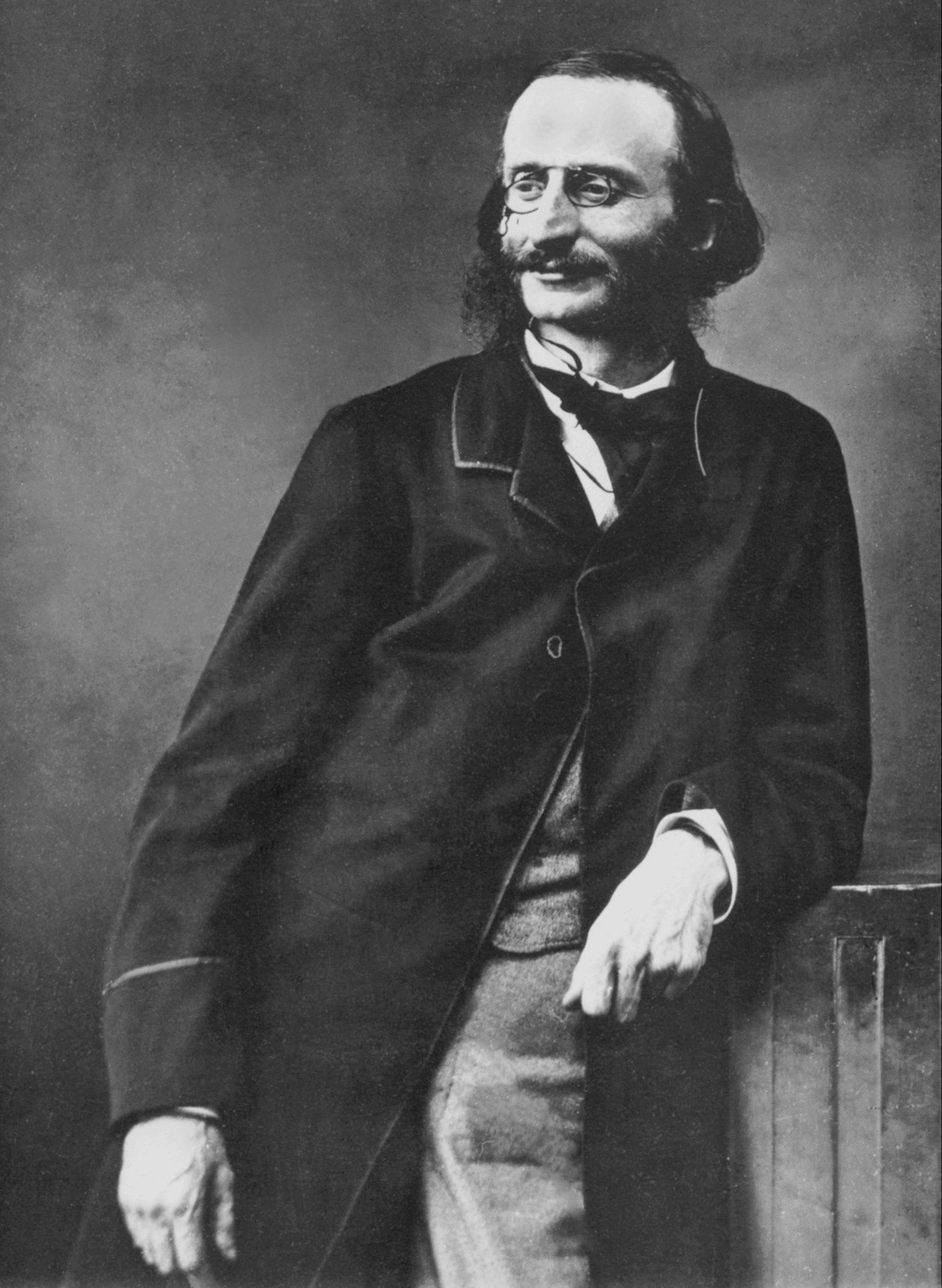
Jacques Offenbach († 5. říjen)

  - Anselm Feuerbach, německý malíř (* 12. září 1829)
  - Refia Sultan, osmanská princezna a dcera sultána Abdulmecida I. (* 7. února 1842)
- 8. ledna – Joshua Abraham Norton, proslulá americká výstřední osobnost (* kolem 1815)
- 12. ledna – Ellen Arthurová, manželka amerického prezidenta Chestera Arthura (* 30. srpna 1837)
- 16. ledna – Charles Nègre, francouzský malíř a fotograf (* 9. května 1820)
- 4. února – Francis de La Porte de Castelnau, francouzský přírodovědec (* 25. prosinec 1810)
- 25. února – Eduard Löwe, anglický šachový mistr (* 23. září 1794)
- 18. března – Ernest August Hellmuth von Kiesenwetter, německý entomolog (* 5. listopadu 1820)
- 29. března – Constantin Hansen, dánský malíř (* 3. listopadu 1804)
- 31. března – Henryk Wieniawski, polský hudební skladatel (* 10. července 1835)
- 8. května – Gustav Flaubert, francouzský spisovatel (* 12. prosince 1821)
- 15. května – Auguste Charpentier, francouzský malíř (* 1813)
- 20. května – William Hallowes Miller, velšský mineralog, krystalograf a fyzik (* 6. dubna 1801)
- 3. června – Marie Alexandrovna, ruská carevna (* 8. srpna 1824)
- 18. června – John Sutter, zlatokop (* 28. února 1803)
- 19. června – James Valentine, skotský fotograf (* 12. června 1815)
- 24. června – Jules Antoine Lissajous, francouzský matematik (* 4. března 1822)
- 9. července – Paul Broca, francouzský chirurg, anatom, histolog a patolog (* 28. června 1824)
- 15. července – Grigorij Goldenberg, ruský revolucionář (* 15. prosince 1855)
- 20. července – Utagawa Kunisada II., japonský grafik (* 1823)
- 5. srpna – Ferdinand von Hebra, rakouský lékař moravského původu, zakladatel dermatologie (* 7. září 1816)
- 17. srpna – Ole Bull, norský houslista a hudební skladatel (* 5. února 1810)
- 5. října
  - William Lassell, anglický astronom (* 8. června 1799)
  - Jacques Offenbach, německý operetní skladatel (* 20. června 1819)
- 4. listopadu – Étienne Mulsant, francouzský entomolog a ornitolog (* 2. března 1797)
- 8. listopadu – Edwin Drake, americký stavbař a vynálezce (* 28. března 1819)
- 16. listopadu – Alexandr Kvjatkovskij, ruský revolucionář (* ? 1852)
- 20. listopadu – Léon Cogniet, francouzský malíř (* 29. srpna 1794)
- 24. listopadu – Napoléon Henri Reber, francouzský hudební skladatel (* 21. října 1807)
- 8. prosince – Michel Chasles, francouzský matematik a geometr (* 15. listopadu 1793)
- 22. prosince – George Eliot, anglická spisovatelka (* 22. listopadu 1819)
- 30. prosince – Achille Guénée, francouzský advokát a entomolog (* 1. ledna 1809)

## Hlavy států
- České království – František Josef I. (1848–1916)
- Papež – Lev XIII. (1878–1903)
- Království Velké Británie – Viktorie (1837–1901)
- Francie – Jules Grévy (1879–1887)
- Uherské království – František Josef I. (1848–1916)
- Rakouské císařství – František Josef I. (1848–1916)
- Rusko – Alexandr II. (1855–1881)
- Prusko – Vilém I. (1861–1888)
- Dánsko – Kristián IX. (1863–1906)
- Švédsko – Oskar II. (1872–1907)
- Belgie – Leopold II. Belgický (1865–1909)
- Nizozemsko – Vilém III. Nizozemský (1849–1890)
- Řecko – Jiří I. Řecký (1863–1913)
- Španělsko – Alfons XII. (1875–1885)
- Portugalsko – Ludvík I. Portugalský (1861–1889)
- Itálie – Umberto I. (1878–1900)
- Rumunsko – Karel I. Rumunský (1866–1881 kníže, 1881–1914 král)
- Bulharsko – Alexandr I. Bulharský (1879–1886)
- Osmanská říše – Abdulhamid II. (1876–1909)
- USA – Rutherford B. Hayes (1877–1881)
- Japonsko – Meidži (1867–1912)